# Saint-Nicolas-de-Sommaire
 Saint-Nicolas-de-Sommaire  es una población y comuna francesa, situada en la región de Baja Normandía, departamento de Orne, en el distrito de Argentan y cantón de La Ferté-Frênel.

## Demografía
| 268 | 219 | 196 | 166 | 221 | 270 |
| Para los censos de 1962 a 1999 la población legal corresponde a la población sin duplicidades (Fuente: INSEE [Consultar]) |     |     |     |     |     |